# 酸化防止剤
酸化防止剤（さんかぼうしざい、英語：antioxidant）とは、製品中の成分の酸化を抑制するために添加される食材、抗酸化物質である。例えば食品、化粧品、合成樹脂、ボディソープなどに使用されることがある。

## 食品添加物
食品の酸化、特に油脂類の酸化は色や風味の劣化、褐変や退色、栄養価の低下の原因になる。酸化防止剤は食品成分の代わりとなって酸化されることにより食品の酸化を抑制する。代表的なものに清涼飲料水の酸化防止に使われるアスコルビン酸（ビタミンC）がある。
酸化防止剤として用いられる抗酸化物質には、ビタミンC（アスコルビン酸）、ビタミンE（トコフェロール）、BHT（ジブチルヒドロキシトルエン）、BHA（ブチルヒドロキシアニソール）、エリソルビン酸ナトリウム、没食子酸プロピル、亜硫酸ナトリウム、亜硫酸カリウム、ピロ亜硫酸カリウム、二酸化硫黄、コーヒー豆抽出物（クロロゲン酸）、緑茶抽出物（カテキン）、ローズマリー抽出物などが挙げられる。

## ペットフードへの酸化防止剤
ペットフードに使用される酸化防止剤やその他の添加物についてのパッケージへの表示は、最近の法律・規定制定によって義務化されている。酸化防止剤については、特に何が使用されているかの明記が必須である。各社の製品パッケージには、クエン酸やローズマリー抽出物等の自然派成分として知られているものから、BHA、BHT等の合成酸化防止剤が表示されている。